# Kujō Norizane
Kujō Norizane (21 de gener de 1210) {nota. nº. 1} - 23 d'abril de 1235)), va ser un noble de la cort a mitjans del període Kamakura. El fill gran del regent i canceller, Kujo Michiie. El seu rang oficial era de Primer Rang Júnior i Regent i Ministre de l'Esquerra. El quart cap de la família Kujo. Els seus noms comuns inclouen Toin Sessho i Toindono. És l'autor del diari "Toin Sejoki".

## Biografia
Quan el tercer shogun, Minamoto no Sanetomo, va ser assassinat a Kamakura el 1219, i el llinatge de Minamoto no Yoritomo va arribar a la seva fi, els fills de la família Kujo, els pares dels quals eren parents de Yoritomo, van ser acollits com a shoguns regents. En aquell moment, Norizane també va ser considerat com a candidat, però finalment, el seu tercer germà, Yoritsune, va ser escollit com a shogun, i el mateix Norizane va heretar el cognom Kujo. La família Kujo es va separar durant la generació de Norizane, amb el seu segon germà Yoshizane convertint-se en el fundador de la família Nijo i el seu quart germà Sanetune convertint-se en el fundador de la família Ichijo, i per això el llinatge de la família Kujo principal que va seguir Norizane de vegades es coneix com la família Kujo posterior.
El 1227 va esdevenir Ministre de la Dreta i el 1231 Ministre de l'Esquerra. El mateix any, el seu pare li va atorgar els títols de canceller i cap del clan Fujiwara, però el poder real va romandre en mans del seu pare. El 1232, quan l'emperador Gohorikawa va abdicar i l'emperador Shijo va ascendir al tron, va esdevenir regent.
Quan Moheimon'in va morir el setembre de 1233, i Gohorikawa'in l'agost següent, van començar a circular rumors a la Cort Imperial que això era el resultat de l'amargor d'Oki-in (emperador retirat Go-Toba), que havia estat exiliat a l'illa d'Oki després de la Guerra Jokyu i havia estat apartat del llinatge imperial. Així doncs, juntament amb el seu pare, Michiie, i altres, Norizane va consultar amb el shogunat sobre el retorn de l'emperador retirat a Kyoto, però no va tenir èxit. Va morir poc després, el 1235.

## Carrera oficial
La data es basa en el calendari lunar.

- Kenpo 5 (1217) - El 28 d'abril va arribar a la majoria d'edat, va ser ascendit al rang de Cinquè Rang Júnior, nomenat camarlenc i se li va permetre portar colors prohibits. El 29 de juny va ser transferit al càrrec de Major General de la Guàrdia Dreta.
- 1218 (6è any de Kenpo) - El 5 de gener va ser ascendit a Quart Rang Júnior. El 13 de gener va ser nomenat Omi no Suke. El 16 de gener, l'Ukon'e Shosho va tornar a la normalitat. El 9 d'abril va ser ascendit a Quart Rang Júnior, i els seus títols com a Ukon'e Shosho i Omi no Suke van romandre com abans.
- 1219 (7è any de Kenpo) - El 5 de gener, va ser ascendit a Quart Rang Júnior, Grau Inferior, i les seves posicions com a Ukone no Shosho i Omi no Suke van romandre com abans. El 8 d'abril va ser ascendit a tercer rang júnior, i la seva posició com a Ukon'e Shosho va romandre sense canvis.
- 1220 (Jokyu 2) - 6 d'abril, va ser ascendit a tercer rang júnior, i el seu títol d'Ukon'e Shosho va romandre sense canvis.
- 1221 (Jōkyū 3) - El 5 de gener va ser ascendit a segon rang júnior, i el seu títol d'Ukon'e Shosho va romandre sense canvis. Aquesta és la primera vegada a la història que algú ha estat ascendit al rang de "general de divisió de segon rang".
- El 24 de gener de 1222, va ser ascendit a Chunagon provisional i també va ocupar el càrrec d'Ukon'e Chujo. Després que el nom de l'era fos canviat, va ser ascendit a Shonii el 22 de desembre de 1320, i els seus títols de Gon Chunagon i Ukon'e Chujo van romandre com abans.
- 17 de desembre de 1224: Va esdevenir comandant de la Guàrdia Imperial Esquerra i es va retirar del seu càrrec de Capità Mig de la Guàrdia Imperial Dreta.
- 1225 (2n any de Gennin) - 5 de gener, també va exercir com a inspector de l'Oficina del Cavall Esquerre. El 6 de juliol va ser ascendit a Dainagon provisional, però els seus càrrecs com a Cap Esquerre de la Guàrdia Imperial i Inspector de l'Oficina de Cavalleria Esquerra van romandre com abans. El 10 de setembre va ser nomenat cap del clan Tachibana (un exemple del clan Fujiwara que ocupava simultàniament el càrrec de cap del clan Tachibana).
- Karoku 3 (1227) - El 9 d'abril va ser ascendit a Ministre de la Dreta. El 13 d'abril, el Gran Camarlenc Comandant de l'Esquerra i l'Inspector General de l'Oficina de Cavalls de l'Esquerra van tornar a la normalitat.
- 1230 (2n any de Kanki) - 24 d'octubre: Dimiteix dels seus càrrecs com a Comandant en Cap de la Guàrdia Imperial Esquerra i Inspector de l'Oficina de Cavalls Esquerra.
- 1231 (3r any de Kanki) - El 26 d'abril va ser ascendit al càrrec de Ministre d'Esquerra. El 5 de juliol va ser nomenat canceller, Fujiwara no Choja (cap del clan Fujiwara), i els càrrecs de ministre d'esquerres van romandre com abans.
- 1232 (4t any de Kanki) - El 4 d'octubre va ser destituït del seu càrrec de canceller, nomenat regent i va conservar el seu càrrec original com a ministre d'esquerres. El 12 de desembre va ser ascendit a Primer Rang Júnior, i els seus càrrecs com a Regent i Ministre de l'Esquerra van romandre sense canvis.
- Bunryaku 2 (1235) - 28 d'abril: Dimiteix com a regent. El 4 de març va dimitir del seu càrrec de ministre d'Esquerra. Va morir el 28 de març a l'edat de 25 anys.

## Genealogia
- Pare: Michiie Kujo
- Mare: Saionji Toshiko - filla de Saionji Kintsune
- Cambra: Fujiwara no Onko - Filla del no conseller Fujiwara no Sadayoshi
  - Masculí: Kujo Tadaie (1229-1275)
- Esposa: Saionji Yoshiko - Junior Tercer Grau, filla de Saionji Kintsune
  - Filla: Kujo Hikoko (Senninmon'in) (1227-1262) - Emperadriu de l'emperador Shijo
  - Nens amb mares biològiques desconegudes
  - Nois: Takanobu (1228-1283)
  - Noi: Saisuke
- Descendents: Ooka Tadasuke - un vassall del shogunat i daimyo a mitjans del període Edo. El model de l'Edo Minamimachibugyo "Ooka Echizen"